# Козица (рудник)
Средњовјековни рудник гвожђа Козица, налазио се на осамнаест километара  (у правој линији)  сјевероисточно од трга Пљевља , у сливу Козичке ријеке (притоке Ћехотине)  у атару данашњег села Козице.  Експлоатисала се руда  тријаске старости, оксид гвожђа, вома доброг квалитета. Поред овог рудника је постојало утврђење Козник или  „Јеринин град“,  са остацима старог гробља у његовој близини. Релативно добро очувани остаци ове тврђаве сугеришу да рудник није давно напуштен. Временом се околно становништво често расељавало, па је замирала и традиција рударства.